# TV Vale (Tangará da Serra)
TV Vale é uma emissora de televisão brasileira sediada em Tangará da Serra, cidade do estado de Mato Grosso. Opera no canal 7 (49 UHF digital) e é afiliada à Record.  Apesar da concessão ter sido atribuída à empresa Televisão Chapada dos Parecis Ltda, a razão social da emissora corresponde à WAF.

## História
A TV Vale surgiu como sucessora da repetidora de TV da TV Serra Dourada, de Goiás, afiliada ao SBT. Em outubro de 2017, o canal passou a ser administrado por um grupo de comunicação de Rondonópolis, chamado WAF, do já então sócio da emissora Wellington Fagundes. No dia 27 de outubro de 2017, foi ao ar ás 11:30 da manhã, o último dia do Balanço Geral MT comandado por Silvio Delmondes, antigo sócio da emissora.